# Марія Франца Фіссоло
Марія Франца Фіссоло (нар. 21 січня 1939) — італійська мільярдерка з Монако, вдова Мікеле Ферреро та власниця Ferrero SpA, другої за величиною кондитерської компанії в Європі.

## Чисті статки
Станом на березень 2018 року Forbes оцінював її статки в 2,2 мільярда доларів.

## Особисте життя
Вийшла заміж за Мікеле Ферреро в 1962 році, і у них було двоє синів, Джованні Ферреро та П'єтро Ферреро молодший.
Живе в Монако.